# Attidops
Attidops Banks, 1905 è un genere di ragni appartenente alla Famiglia Salticidae.

## Etimologia
Il nome è composto da una prima parte che fa riferimento al vecchio nome dei Salticidae, cioè Attus, radice molto comune in questa numerosa famiglia di ragni, e dal suffisso greco ὂψ, cioè òps, che significa dall'aspetto di, che somiglia a.

## Caratteristiche
Questo genere mostra spiccate affinità con Ballus, Admestina e Icius, probabilmente in correlazione con la sottofamiglia Dendryphantinae.
Il bodylenght (lunghezza del corpo escluse le zampe), varia da due a tre millimetri con un cefalotorace di color rosso mattone scuro, le zampe hanno color rosso scuro tendente al giallognolo. L'intero corpo è ricoperto da una peluria bianca e traslucida non fitta ma diffusa.

## Distribuzione
Le 4 specie oggi note di questo genere sono diffuse prevalentemente negli USA; due specie sono state rinvenute anche in Canada e in Messico.

## Tassonomia
Il genere è stato rimosso dalla sinonimia con Ballus C. L. Koch, 1850, a seguito di uno studio dell'aracnologo Edwards del 1999.
A dicembre 2010, si compone di quattro specie:
- Attidops cinctipes (Banks, 1900) — USA
- Attidops cutleri Edwards, 1999 — USA, Messico
- Attidops nickersoni Edwards, 1999 — USA
- Attidops youngi (Peckham & Peckham, 1888)[3] — USA, Canada